# 宋镜瀛
宋镜瀛（1918年—1998年），男，江苏崇明（今属上海）人，中国汽车工程专家、汽车工程教育家，曾任中国汽车工程学会常务理事。